# Rivière de la Perdrix
Pour les articles homonymes, voir Perdrix et Rivière Perdrix.
La rivière de la Perdrix est un affluent de la rivière Wawagosic, coulant au Québec, au Canada, dans les municipalités de :
- Rivière-Ojima (un territoire non organisé) dans la municipalité régionale de comté (MRC) de l'Abitibi-Ouest, dans la région administrative de l'Abitibi-Témiscamingue ;
- Eeyou Istchee Baie-James (municipalité), dans la région administrative du Nord-du-Québec.

## Géographie
Les bassins versants voisins de la rivière de la Perdrix sont :
- côté nord : rivière Wawagosic, rivière Turgeon, rivière Mistaouac, lac Mistaouac ;
- côté est : rivière Tangente, lac Wawagosic, rivière Harricana ;
- côté sud : rivière Trudelle, rivière Authier, rivière Macamic ;
- côté ouest : rivière Ménard, ruisseau Deloge, rivière Boivin.

La rivière de la Perdrix prend sa source à la décharge du lac de la Perdrix (longueur : 1,3 km ; altitude : 313 m) dans la partie nord du territoire non organisé de Rivière-Ojima, soit à :
- 5,3 km au sud-est du sommet du mont Disson dont le sommet atteint 358 m ;
- 58,9 km au sud-ouest de Joutel ;
- 41,7 km au sud-est de l'embouchure de la rivière de la Perdrix (confluence avec la rivière Wawagosic) ;
- 62,1 km à l'est de la frontière Ontario-Québec ;
- 112,9 km au sud-est de l'embouchure de la rivière Wawagosic (confluence avec la rivière Turgeon).

À partir de sa source, la rivière de la Perdrix coule sur environ 85 km entièrement en zone forestière selon ces segments :
- 3,1 kmi vers le nord-est jusqu'à la limite de la municipalité de Eeyou Istchee Baie-James ;
- 11,3 km vers le nord, puis vers l'ouest, jusqu'à un ruisseau venant du sud ;
- 4,7 km en serpentant vers le nord, jusqu'au ruisseau Kaomakomiskiwag venant du sud ;
- 7,6 km vers l'est, puis vers le nord-est, jusqu'au ruisseau Kaomakomiskiwag venant du sud-est ;
- 7,9 km vers le nord-ouest en serpentant jusqu'à un coude de rivière ;
- 5,0 km vers le sud-ouest en formant de grands serpentins et en passant au sud d'un lac non identifié, jusqu'au ruisseau Makamiko venant du sud ;
- 9,9 km vers le Nord-Ouest en passant au Sud d'un lac non identifié, puis le Nord en recueillant le ruisseau Kanyokisinowi venant du sud-ouest et en serpentant jusqu'à la confluence de la rivière Trudelle venant du sud-ouest ;
- 8,4 km vers le nord, en serpentant jusqu'à un ruisseau Laurent venant de l'ouest ;
- 13,0 km vers le nord en traversant le Rapide Manadizi et les Rapides Kaackakojimog, jusqu'au ruisseau Blais venant de l'est ;
- 17,6 km vers le nord en serpentant par endroits jusqu'à son embouchure[2].

L'embouchure de la rivière de la Perdrix qui se déverse sur la rive sud-ouest de la rivière Wawagosic, est situé en zone forestière à :
- 71,2 km au sud-est de l'embouchure de la rivière Wawagosic (confluence avec la rivière Turgeon) ;
- 49,1 km à l'est de la frontière Ontario-Québec ;
- 73,7 km au sud-est de l'embouchure de la rivière Turgeon (confluence avec la rivière Harricana) ;
- 39,2 km au sud-ouest de Joutel.

## Toponymie
Cet hydronyme est indiqué dans le Dictionnaire des rivières et lacs de la province de Québec, 1925.
Le terme « perdrix » est généralement attribué aux oiseaux de l'ordre des galliformes et de la famille des phasianidés. Cette espèce comporte deux sous-familles :
- les tétraoninés, représentés par la gélinotte huppée, la plus répandue, désignée « perdrix des bois francs » ; le tétras du Canada (ou tétras des savanes) désigné « perdrix des sapins » ; le lagopède des saules et le lagopède alpin (ou lagopède des rochers), désignés « perdrix blanches » ;
- les phasianinés, comprenant la perdrix grise (ou perdrix hongroise), d'origine eurasienne, qui est implantée dans certains endroits du Québec.

Le toponyme « rivière de la Perdrix » a été officialisé le 5 décembre 1968 à la Commission de toponymie du Québec, soit à la création de cette commission.